# Charles John Stuart King
Sir Charles John Stuart King, britanski general, * 1890, † 1967.